# DBUs Landspokalturnering 2024-2025
La DBUs Landspokalturnering 2024-2025, anche nota come Oddset Pokalen 2024-2025 per motivi di sponsorizzazione, è stata la 71ª edizione della coppa danese di calcio, iniziata il 6 agosto 2024 e terminata il 29 maggio 2025. Il Silkeborg era la squadra campione in carica.
La competizione è stata vinta dal Copenaghen, per la decima volta nella sua storia.

## Calendario
Il calendario della competizione è strutturato come segue:
| Turno            | Date                      | Numero di partite | Squadre rimanenti | Entranti in questo turno                                                      |
| ---------------- | ------------------------- | ----------------- | ----------------- | ----------------------------------------------------------------------------- |
| Preliminare      | Giugno - Luglio 2024      |                   | → 56              | Squadre dai campionati regionali (dal 6º al 9º livello)                       |
| Primo turno      | 6-8 agosto 2024           | 46                | 92 → 46           | 12 squadre di 1. Division 12 squadre di 2. Division 12 squadre di 3. Division |
| Secondo turno    | 3-5 settembre 2024        | 26                | 52 → 26           | 6 squadre di Superligaen                                                      |
| Sedicesimi       | 24-26 settembre 2024      | 16                | 32 → 16           | 6 squadre di Superligaen                                                      |
| Ottavi di finale | 29-31 ottobre 2024        | 8                 | 16 → 8            |                                                                               |
| Quarti di finale | 7-15 dicembre 2024        | 4                 | 8 → 4             |                                                                               |
| Semifinali       | 30 aprile - 8 maggio 2025 | 2                 | 4 → 2             |                                                                               |
| Finale           | 29 maggio 2025            | 1                 | 2 → 1             |                                                                               |

## Primo turno
Al primo turno partecipano 92 squadre:
- 56 squadre provenienti dai livelli dal sesto al nono del campionato danese
- le 12 squadre della 3. Division 2023-2024
- le 12 squadre della 2. Division 2023-2024
- le squadre dal terzo al dodicesimo posto della 1. Division 2023-2024
- le ultime due classificate della Superligaen 2023-2024

Le squadre sono divise in tre regioni:
- Zeeland/Bornholm/Falster/Lolland
- Fyn/Jutland meridionale
- Jutland settentrionale

### Zeeland/Bornholm/Falster/Lolland
| Squadra 1      | Risultato   | Squadra 2        |
| -------------- | ----------- | ---------------- |
| 5 agosto 2024  |             |                  |
| Karlslunde     | 0 - 1       | B.93             |
| Hellerup       | 0 - 2       | Roskilde         |
| 6 agosto 2024  |             |                  |
| NB Bornholm    | 3 - 2       | Skjold Birkerød  |
| Ringsted       | 1 - 2       | Brønshøj         |
| Svebølle       | 0 - 1       | Nykøbing         |
| Bagsværd       | 1 - 6       | Frem             |
| Gørslev        | 3 - 1       | Sudby            |
| B1960          | 0 - 3       | Allerød          |
| FA 2000        | 1 - 5       | HB Køge          |
| Kastrup        | 1 - 2       | Hvidovre         |
| ESPM           | 0 - 5       | Fremad Amager    |
| Vigerslev      | 0 - 1       | Herlev           |
| 7 agosto 2024  |             |                  |
| LUIF           | 0 - 10      | Vanløse          |
| NFB            | 0 - 6       | Ishøj            |
| Jyllinge       | 1 - 10      | Holbæk           |
| Gladsaxe       | 0 - 2       | Avarta           |
| Herlufsholm    | 0 - 4 (dts) | Hørsholm Usserød |
| Næstved        | 0 - 3       | Hillerød         |
| AB Tårnby      | 1 - 3       | Helsingør        |
| 8 agosto 2024  |             |                  |
| Solrød         | 4 - 1       | Nakskov          |
| 13 agosto 2024 |             |                  |
| FB             | 0 - 4       | AB               |
| 14 agosto 2024 |             |                  |
| Nerashté       | 0 - 1       | B 1908           |

### Fyn/Jutland meridionale
| Squadra 1         | Risultato       | Squadra 2        |
| ----------------- | --------------- | ---------------- |
| 6 agosto 2024     |                 |                  |
| Middelfart        | 0 - 0 (7-6 dtr) | Odense           |
| ØB                | 1 - 5           | Næsby            |
| Skjern            | 0 - 4           | OKS Odense       |
| Varde             | 0 - 6           | Kolding IF       |
| Fredericia fF     | 0 - 8           | Esbjerg          |
| Kolding B         | 1 - 1 (5-3 dtr) | Dalum            |
| Ringkøbing        | 1 - 9           | Fredericia       |
| Morud             | 3 - 2           | Tarup-Paarup     |
| 7 agosto 2024     |                 |                  |
| Sønderborg Fremad | 1 - 7           | B 1913           |
| 8 agosto 2024     |                 |                  |
| Bih Odense        | 1 - 4           | Sædding/Guldager |
| BBB               | 1 - 2           | Give Fremad      |
| 13 agosto 2024    |                 |                  |
| B 1909            | 3 - 1           | Oure             |

### Jutland settentrionale
| Squadra 1       | Risultato       | Squadra 2     |
| --------------- | --------------- | ------------- |
| 6 agosto 2024   |                 |               |
| Christiansbjerg | 1 - 3           | Brabrand      |
| Odder IGF       | 0 - 2           | VSK Aarhus    |
| Aalborg Chang   | 0 - 3           | Skive         |
| LBK/Gistrup     | 2 - 3           | ACFC          |
| Gug B           | 0 - 3           | Hobro         |
| Lyseng          | 0 - 1           | Vendsyssel    |
| 7 agosto 2024   |                 |               |
| Lemming         | 1 - 10          | Holstebro     |
| Aalborg Freja   | 1 - 4           | Vejgaard      |
| Kjellerup       | 0 - 5           | Horsens       |
| Nørresundby     | 1 - 4           | Young Boys FD |
| Vatanspor       | 0 - 2           | Aarhus Fremad |
| 13 agosto 2024  |                 |               |
| Nykøbing        | 2 - 2 (4-5 dtr) | Thisted       |

## Secondo turno
Al secondo turno partecipano 52 squadre:
- Le 46 vincenti del primo turno
- 2 squadre della 1. Division 2023-2024
- 4 squadre della Superligaen 2023-2024

Il sorteggio si è tenuto il 9 agosto 2024.

### Est
| Squadra 1         | Risultato       | Squadra 2     |
| ----------------- | --------------- | ------------- |
| 3 settembre 2024  |                 |               |
| NB Bornholm       | 0 - 3           | Helsingør     |
| Gørslev           | 1 - 2 (dts)     | Hvidovre      |
| OKS Odense        | 1 - 3           | Hillerød      |
| Brønshøj          | 1 - 1 (5-4 dtr) | Vejle         |
| Vanløse           | 1 - 2 (dts)     | Roskilde      |
| Hørsholm Usserød  | 1 - 2           | Avarta        |
| Frem              | 4 - 1           | Lyngby        |
| Herlev            | 1 - 4           | Ishøj         |
| 4 settembre 2024  |                 |               |
| Solrød            | 0 - 7           | SønderjyskE   |
| Allerød           | 0 - 2           | HB Køge       |
| 4 settembre 2024  |                 |               |
| Nykøbing          | 1 - 1 (4-5 dtr) | Fremad Amager |
| Holbæk            | 2 - 0           | AB            |
| 11 settembre 2024 |                 |               |
| B 1908            | 1 - 4           | B.93          |

### Ovest
| Squadra 1        | Risultato | Squadra 2     |
| ---------------- | --------- | ------------- |
| 3 settembre 2024 |           |               |
| Sædding/Guldager | 1 - 4     | Kolding IF    |
| Give Fremad      | 0 - 5     | Skive         |
| Young Boys FD    | 1 - 3     | Holstebro     |
| Kolding B        | 1 - 2     | Vendsyssel    |
| VSK Aarhus       | 2 - 1     | Aarhus Fremad |
| B 1913           | 0 - 10    | Randers       |
| Vejgaard         | 1 - 3     | Esbjerg       |
| B 1909           | 0 - 4     | Fredericia    |
| Morud            | 0 - 7     | Aalborg       |
| Horsens          | 0 - 4     | Viborg        |
| ACFC             | 1 - 10    | Næsby         |
| Middelfart       | 3 - 2     | Hobro         |
| Brabrand         | 3 - 0     | Thisted       |

## Terzo turno
Al terzo turno partecipano 32 squadre:
- Le 26 vincenti del secondo turno
- 6 squadre della Superligaen 2023-2024

| Squadra 1         | Risultato       | Squadra 2    |
| ----------------- | --------------- | ------------ |
| 17 settembre 2024 |                 |              |
| Hillerød          | 1 - 4           | Midtjylland  |
| 19 settembre 2024 |                 |              |
| Fredericia        | 0 - 4           | Aalborg      |
| 24 settembre 2024 |                 |              |
| Næsby             | 2 - 1           | B.93         |
| Skive             | 5 - 0           | Helsingør    |
| Brønshøj          | 0 - 3           | Frem         |
| 25 settembre 2024 |                 |              |
| Brabrand          | 1 - 0           | Randers      |
| Ishøj             | 2 - 3           | SønderjyskE  |
| Middelfart        | 2 - 2 (4-6 dtr) | Viborg       |
| VSK Aarhus        | 0 - 2           | Aarhus       |
| Roskilde          | 1 - 3           | Silkeborg    |
| Holbæk            | 2 - 1           | Holstebro    |
| Fremad Amager     | 0 - 5           | Nordsjælland |
| Vendsyssel        | 0 - 5           | Brøndby      |
| 26 settembre 2024 |                 |              |
| Avarta            | 2 - 3           | Esbjerg      |
| HB Køge           | 0 - 2           | Copenaghen   |
| 2 ottobre 2024    |                 |              |
| Hvidovre          | 1 - 2 (dts)     | Kolding IF   |

## Quarto turno
Il sorteggio si è tenuto il 26 settembre 2024.
| Squadra 1       | Risultato        | Squadra 2    |
| --------------- | ---------------- | ------------ |
| 23 ottobre 2024 |                  |              |
| Brabrand        | 1 - 1 (10-9 dtr) | Nordsjælland |
| 29 ottobre 2024 |                  |              |
| Frem            | 0 - 2            | Kolding IF   |
| Holbæk          | 0 - 6            | Silkeborg    |
| 30 ottobre 2024 |                  |              |
| Esbjerg         | 0 - 2            | Aalborg      |
| SønderjyskE     | 1 - 2            | Copenaghen   |
| 31 ottobre 2024 |                  |              |
| Næsby           | 1 - 4            | Viborg       |
| Brøndby         | 1 - 0            | Midtjylland  |
| 7 novembre 2024 |                  |              |
| Skive           | 2 - 3 (dts)      | Aarhus       |

## Quarti di finale
| Squadra 1                          | Totale | Squadra 2  | Andata | Ritorno |
| ---------------------------------- | ------ | ---------- | ------ | ------- |
| 7 dicembre 2024 / 15 dicembre 2024 |        |            |        |         |
| Kolding IF                         | 1 - 4  | Copenaghen | 1 - 3  | 0 - 1   |
| 8 dicembre 2024 / 13 dicembre 2024 |        |            |        |         |
| Brabrand                           | 1 - 7  | Viborg     | 1 - 1  | 0 - 6   |
| 8 dicembre 2024 / 15 dicembre 2024 |        |            |        |         |
| Aarhus                             | 3 - 4  | Brøndby    | 1 - 0  | 2 - 4   |
| Silkeborg                          | 4 - 3  | Aalborg    | 2 - 2  | 2 - 1   |

## Semifinali
Il sorteggio delle semifinali si è svolto il 16 dicembre 2024.
| Squadra 1                             | Totale | Squadra 2  | Andata | Ritorno |
| ------------------------------------- | ------ | ---------- | ------ | ------- |
| 30 aprile-1° maggio / 7-8 maggio 2025 |        |            |        |         |
| Viborg                                | 0 - 2  | Copenaghen | 0 - 1  | 0 - 1   |
| Brøndby                               | 4 - 5  | Silkeborg  | 3 - 3  | 1 - 2   |

## Finale
| Arbitro: | Jacob Karlsen |

|  |           |                                        |
|  | Marcatori | 3’ Larsson 34’ Lerager 38’ Elyounoussi |